# تمبورلو (ورزش)
تَمبورِلُّو (به ایتالیایی Tamburello) نوعی رشته ورزشی تیمی است که در قرن نوزده در مناطقی از ایتالیا اختراع شده و امروزه در این کشور و چند کشور دیگر اروپایی یه ویژه فرانسه شناخته شده و مورد توجه است.